# Massimiliano Parente
Massimiliano Parente (Grosseto, 12 ottobre 1970) è uno scrittore italiano.

## Biografia
Diplomatosi al liceo artistico si è laureato a Roma in storia dell’arte contemporanea con una tesi su Marcel Duchamp. Ha collaborato con quotidiani e riviste; dal settembre 2009 collabora in esclusiva per il Giornale. Nel 2016 gli è stato conferito il premio letterario Vittoriano Esposito alla carriera.
Fra il 2005 e il 2012 ha pubblicato una vasta opera in tre parti che nel 2017 è uscita in un volume unico per La Nave di Teseo: la Trilogia dell’inumano. La prima parte, La macinatrice, è uscita per l’editore Pequod nel 2005; la seconda, Contronatura, per Bompiani nel 2008; la terza e conclusiva parte, L’inumano, è uscita per Mondadori nel 2012. Edmondo Berselli ha definito Contronatura “un’opera d’arte fondamentale” su l’Espresso.  
Nel 2007, riprendendo un appello lanciato da Antonio Moresco, ha scritto un articolo sul quotidiano Libero che ha portato al finanziamento da parte di Silvio Berlusconi della traduzione in lingua inglese dello Zibaldone di Leopardi.
Nel 2010 Parente ha pubblicato con l’editore Cooper un saggio su Alla ricerca del tempo perduto di Marcel Proust: L'evidenza della cosa terribile. Contro la vita, contro l'amore, contro la natura. Questo libro è stato definito da Sandra Petrignani un "passo avanti nella spiegazione della smagata visione proustiana senza feticci e senza redenzione.”
Nel numero di maggio 2013 della rivista Le Scienze Parente ha pubblicato un articolo intitolato Il romanzo e la fine della materia. Da sempre appassionato di scienza, qualche anno dopo, nel 2021, Parente dà invece alle stampe – con l'editore La Nave di Teseo – un carteggio pubblico con lo scienziato Giorgio Vallortigara, Lettere dalla fine del mondo.  
A dicembre del 2016 Parente aveva dichiarato di non voler più scrivere romanzi, avendo scritto quello che voleva scrivere. Nel 2018 però ha pubblicato Parente di Vasco, un breve romanzo in cui rapisce il cantante Vasco Rossi. 
Nel 2016 la traduzione in ungherese de Il più grande artista del mondo dopo Adolf Hitler è rimasta in testa alle classifiche di vendita per cinque mesi, portando a un lungo dibattito critico nel paese.

## Controversie
L'autore ha in più tweet ironizzato sui terremoti, in particolare sui crolli delle chiese, in concomitanza con quello del 2016 tra Perugia e Macerata.
Nell'aprile del 2023 Parente fece outing nei confronti del giornalista ed ex collega Francesco Borgonovo, vicedirettore de La Verità, affermando che anni prima gli disse in confidenza di essere omosessuale e di avere un compagno. La sua dichiarazione, giudicata non necessaria, suscitò controversie e fu condannata anche dal presidente del Senato Ignazio La Russa. Uno dei pochi difensori di Parente in questa occasione fu Giampiero Mughini, che scrisse la sua versione dei fatti su Dagospia.
Nel 2001 lo stesso Mughini, insieme a Vittorio Sgarbi e a Giordano Bruno Guerri, organizzò una conferenza stampa per difendere il secondo romanzo di Parente, Mamma, dalla censura.

## Opere letterarie

### Romanzi e racconti
- Incantata o no che fosse, Milano, ES, 1998, ISBN 9788886534529., con un saggio di Vittorio Sgarbi
- Mamma: Romanzo d'amore, Roma, Castelvecchi, 2000, ISBN 9788882101763., con introduzione di Vittorio Sgarbi
- Canto della caduta, Milano, ES, 2003, ISBN 8887939489.
- La macinatrice, Ancona, Pequod Edizioni, 2005, ISBN 8887418829.
- Contronatura, Milano, Bompiani, 2008, ISBN 9788845260407.
- L'inumano, Milano, Mondadori, 2012, ISBN 9788804616047.
- Il più grande artista del mondo dopo Adolf Hitler, Milano, Mondadori, 2014, ISBN 9788804634430.
- L'amore ai tempi di Batman, Milano, Mondadori, 2016, ISBN 9788804658771.
- Trilogia dell'inumano, Milano, La nave di Teseo, 2017, ISBN 9788893442794.
- Parente di Vasco, Milano, La nave di Teseo, 2018, ISBN 9788893950107.
- Tre incredibili racconti erotici per ragazzi, Milano, La nave di Teseo, 2020, ISBN 9788893950640.
- Lettere dalla fine del mondo, Milano, La Nave di Teseo, 2021, ISBN 9788893950909., con Giorgio Vallortigara
- Volevo essere Freddie Mercury, Milano, La Nave di Teseo, 2023, ISBN 9788834613788., con Giulia Bignami

### Saggi
- Antonio Moresco, Roma, Coniglio Editore, 2006 ISBN 9788860630094
- Parente di nessuno, Roma, Alberto Gaffi, 2006. ISBN 8887803641
- L'evidenza della cosa terribile. Contro la vita, contro l'amore, contro la natura. Scritto sulla Recherche di Marcel Proust, Cooper, 2010 ISBN 9788873941422
- La casta dei radical chic, Newton Compton, 2010 ISBN 9788854118645
- Vittorio Feltri e Massimiliano Parente, Il vero cafone, Mondadori, 2016 ISBN 9788804668992
- Scemocrazia: come difenderci dal pensiero comune, Milano, Bompiani, 2018, ISBN 9788845297007.

### Curatele
- Scberto da Gierbino, A fregn, Coniglio Editore, 2008, ISBN 9788860631626 (a cura di Barbara Alberti e Massimiliano Parente)